# Empar Moliner i Ballesteros
Empar Moliner i Ballesteros   (Santa Eulàlia de Ronçana, 16 de desembre de 1966) és una escriptora catalana, que escriu en llengua catalana i castellana. La seva literatura es caracteritza pel sentit de l'humor i per una visió crítica de la societat contemporània i les seves contradiccions.

## Biografia
Cursà estudis de periodisme i s'independitzà ben aviat per dedicar-se a actriu de teatre i cabaret. Però serà amb el periodisme, primer als serveis informatius de COM Ràdio i més tard a les pàgines d'opinió de l'edició barcelonina del diari El País, on es farà un nom.
L'any 1999 publica el recull de contes L'ensenyador de pisos que odiava els mims, relats satírics que van obtenir el reconeixement de crítica i públic, i l'any següent guanya el premi Josep Pla amb la novel·la Feli, esthéticienne, traduïda a l'alemany. L'any 2004 publica el llibre de contes T'estimo si he begut, considerat el millor llibre de l'any segons La Vanguardia i El Periódico, i traduïda a l'anglès per Peter Bush amb el títol I Love You When I'm Drunk. El 2005 l'aplec de cròniques periodístiques Busco senyor per amistat i el que sorgeixi, amb els quals Moliner va obtenir un èxit indiscutible. Desitja guardar els canvis? (Quaderns Crema) és un recull dels articles que publica cada dissabte a l'edició catalana d'El País, a mig camí entre la crònica i la narració. Formà part del col·lectiu Germanes Quintana.
Ha aparegut regularment a programes de ràdio i de televisió. El seu nom sol estar vinculat a polèmiques, tant per la seva condició d'escriptora mediàtica que no s'avergonyeix de sortir a programes de teleescombraries com Crónicas Marcianas, com pel seu costum de criticar i fer burla d'associacions feministes.
El 2008, juntament amb Àlex Torío i Juan Carlos Ortega, presenta el programa Herois quotidians a TV3, una nova proposta que, agafant elements de l'humor i del fals documental, fa una mirada irònica i àcida sobre allò que es considera políticament correcte.
Ha escrit articles d'opinió a diaris com ara Avui, Ara o El País. Actualment és col·laboradora del matí de Catalunya Ràdio, contertuliana dels Matins de TV3 i, en la mateixa cadena, elabora una secció, «El VAR de l'Empar», en el programa Tot es mou.

## Obra

### Narrativa
- L'ensenyador de pisos que odiava els mims. ISBN 84-233-3114-8
- Feli, esthéticienne (Premi Josep Pla 2000) ISBN 84-233-3202-0
- T'estimo si he begut (Premi Lletra d'Or 2005). Quaderns Crema, 2004. ISBN 84-7727-410-X
- No hi ha terceres persones. Quaderns Crema, 2010. ISBN 978-84-7727-478-0
- La col·laboradora (2012)[8]
- Tot això ho faig perquè tinc molta por (2016)
- De què fuges, qui et persegueix? (Columna, 2017)[9]
- És que abans no érem així (Columna, 2020)
- Benvolguda (Premi Ramon Llull 2022).

### Reculls d'articles
- Busco senyor per amistat i el que sorgeixi. Quaderns Crema, 2005. ISBN 84-7727-428-2
- Desitja guardar els canvis? Quaderns Crema, 2006 ISBN 84-7727-444-4

## Premis i reconeixements
- 2000 - Premi Josep Pla de narrativa per Feli, esthéticienne
- 2015 - Premi Mercè Rodoreda de contes i narracions per Tot això ho faig perquè tinc molta por
- 2022 - Premi de les Lletres Catalanes Ramon Llull per Benvolguda[10]